# The Record Breaker
|  | Denne artikel er oprettet af botten PalnaBot ud fra en ekstern database. Den kan derfor have sproglige fejl eller mangler. Denne skabelon kan fjernes efter kontrol af indholdet. |

Rekordmanden er en film instrueret af Brian McGinn.

## Handling
Ashrita Furman har den officielle rekord for flest Guinness World Records. Han bestyrer en helsekostforretning, men bruger det meste af sin tid på at rejse rundt i verden for at opnå nye og mærkværdige rekorder. I denne fascinerende film møder vi den forunderlige Furman, da han skal i gang med at øve sig til at bestige Machu Picchu på stylter. I filmen hører vi også baggrunden for, hvorfor Ashrita har valgt denne usædvanlige livsbane til et lykkeligt liv.